# Casimir Douglass Zdanowicz, Jr.
Casimir Douglass Zdanowicz, Jr. (* 14. September 1883 in Gallatin, Tennessee; † 1953 in Madison (Wisconsin)) war ein US-amerikanischer Romanist.

## Leben und Werk
Casimir Douglass Zdanowicz, Jr., Sohn des Germanisten und Romanisten Casimir Douglas Zdanowicz, Sr., studierte an der Vanderbilt University in Nashville (Abschluss 1903), sowie an der Harvard University, wo er 1906 promoviert wurde mit der Arbeit Greek proper names in old French. Nach einem weiteren Studienaufenthalt in Paris, Madrid und Florenz lehrte er von 1907 bis 1919 an der University of Wisconsin-Madison (bis 1910 als Instructor, dann als Assistant Professor), von 1919 bis 1921 als Professor für romanische Sprachen am Randolph-Macon Women’s College (heute: Randolph College) in Lynchburg (Virginia), schließlich von 1921 bis zu seinem Tod wieder an der University of Wisconsin (zuerst als Associate Professor, ab 1923 als Full Professor für Romanistik). Von August 1917 bis August 1918 unterrichtete er Französisch für amerikanische Militärs im Lager Fort Oglethorpe, Georgia. Von 1930 bis 1933 war er Präsident der National Federation of Modern Language Teachers Association (NFMLTA). 1939, sowie 1944–1945 war er Präsident (1929–1931 Vizepräsident) der American Association of Teachers of French (AATF). Er war Mitherausgeber verschiedener Studientexte.

## Werke
- (mit Frederick Augustus Grant Cowper und Richard Thayer Holbrook) Liberty French, New York, Educational Bureau. National War Work Council of Young Men’s Christian Associations by Association Press, 1918 (entstanden in Fort Oglethorpe, Georgia).